# Томое Като
Томое Като (јап. 加藤 與惠; 27. мај 1978) бивша је јапанска фудбалерка.

## Репрезентација
За репрезентацију Јапана дебитовала је 1997. године. Са репрезентацијом Јапана наступала је на два Олимпијским играма (2004. и 2008) и три Светска првенства (1999, 2003. и 2007). За тај тим одиграла је 114 утакмице и постигла је 8 голова.

## Статистика
| Јапан  | Јапан | Јапан |
| Год.   | Ута.  | Гол.  |
| ------ | ----- | ----- |
| 1997   | 7     | 0     |
| 1998   | 9     | 0     |
| 1999   | 13    | 0     |
| 2000   | 1     | 0     |
| 2001   | 4     | 0     |
| 2002   | 9     | 0     |
| 2003   | 14    | 2     |
| 2004   | 11    | 0     |
| 2005   | 9     | 1     |
| 2006   | 16    | 2     |
| 2007   | 17    | 2     |
| 2008   | 4     | 1     |
| Укупно | 114   | 8     |